# Ichneumon xanthuros
Ichneumon xanthuros là một loài tò vò trong họ Ichneumonidae.